# Mỏ hạc
Mỏ hạc (danh pháp khoa học: Geranium homeanum) là một loài thực vật có hoa trong họ Mỏ hạc. Loài này được Turcz. mô tả khoa học đầu tiên năm 1863.

## Hình ảnh

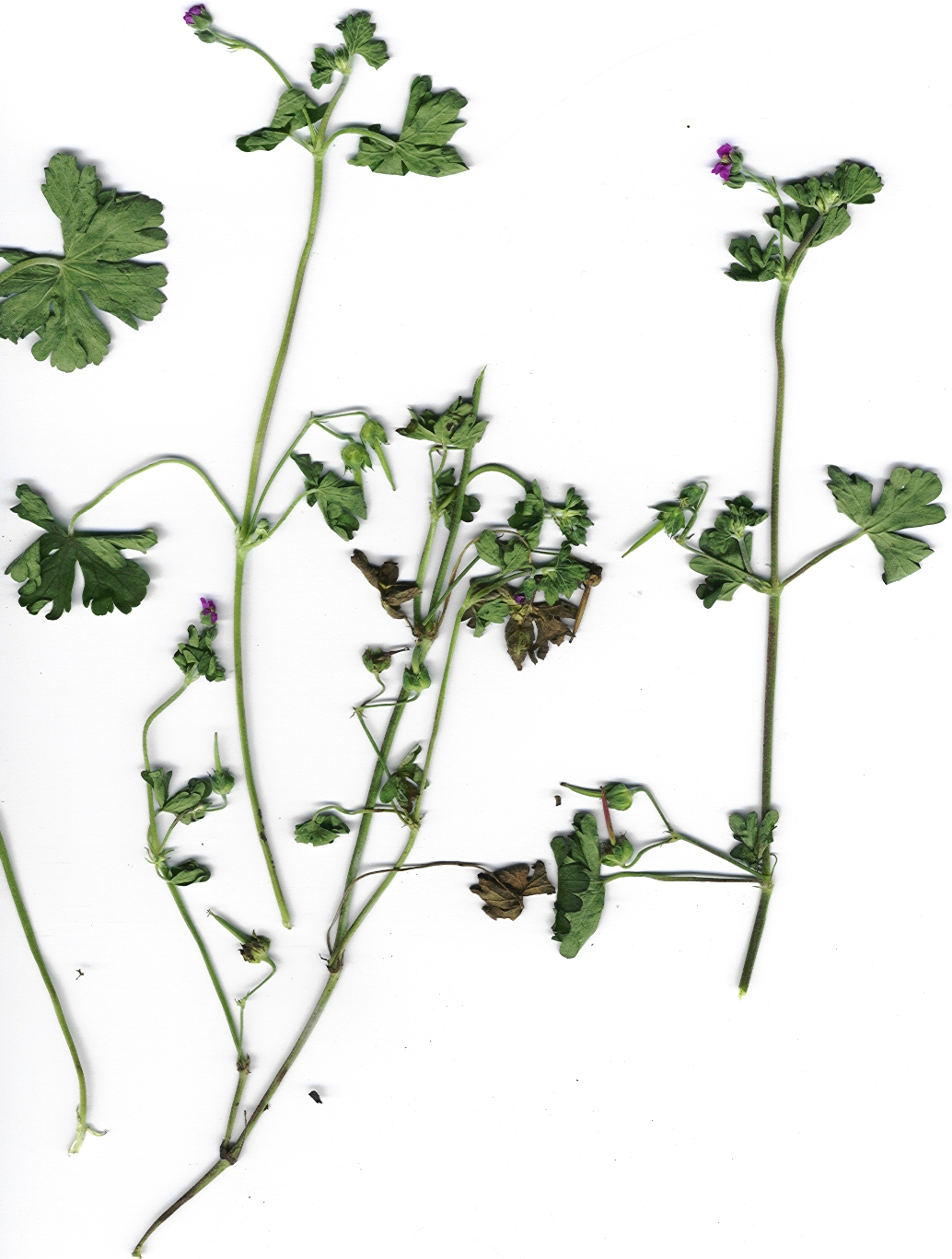
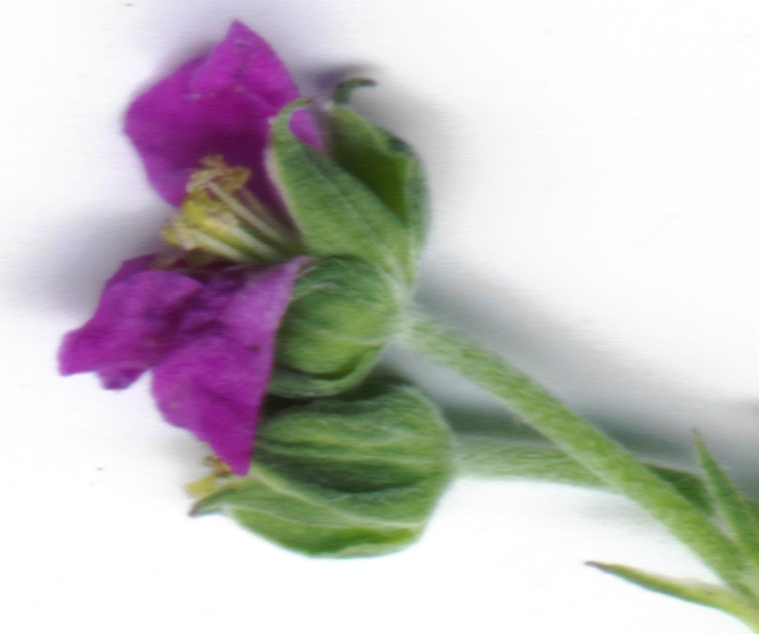
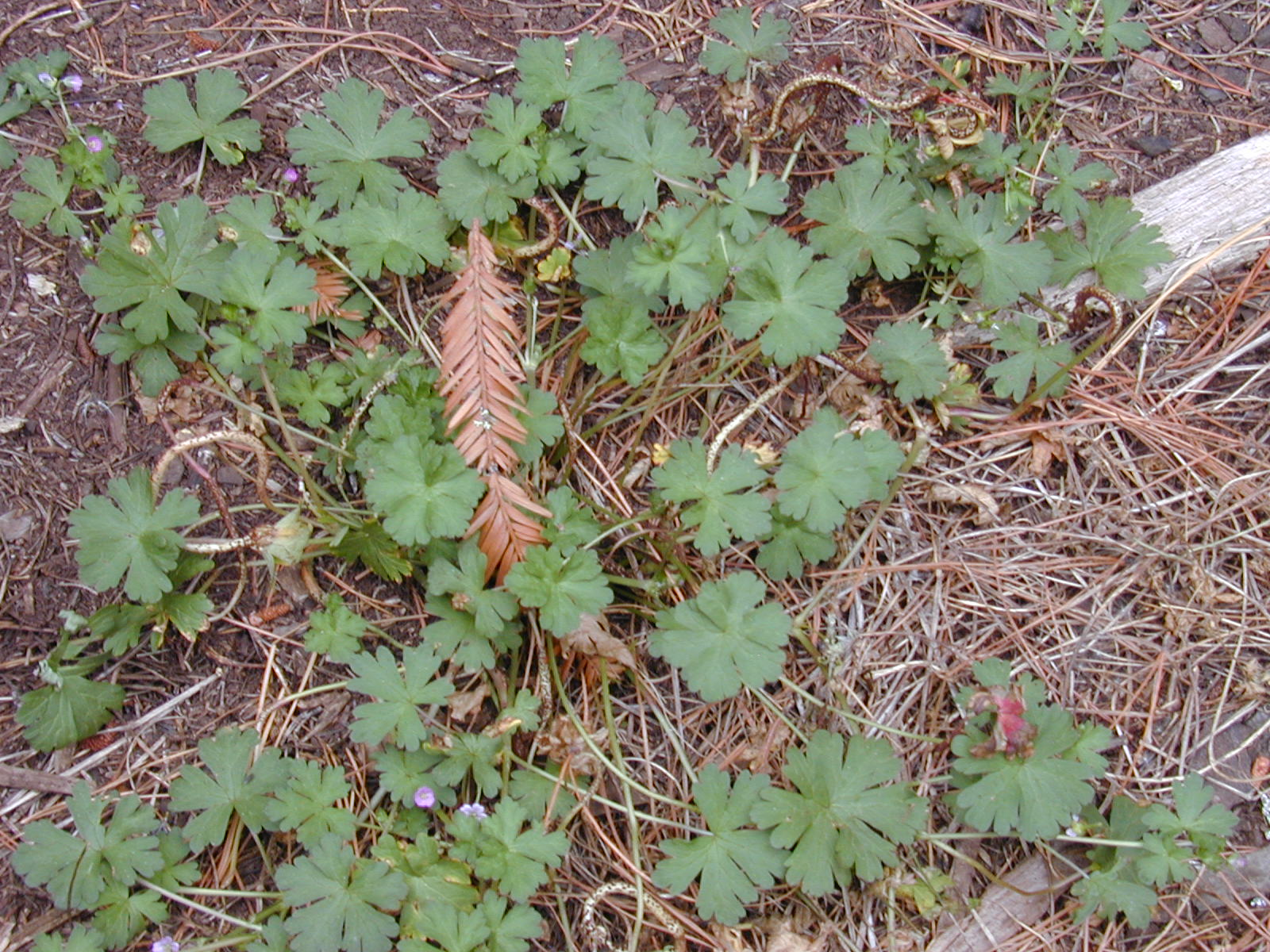
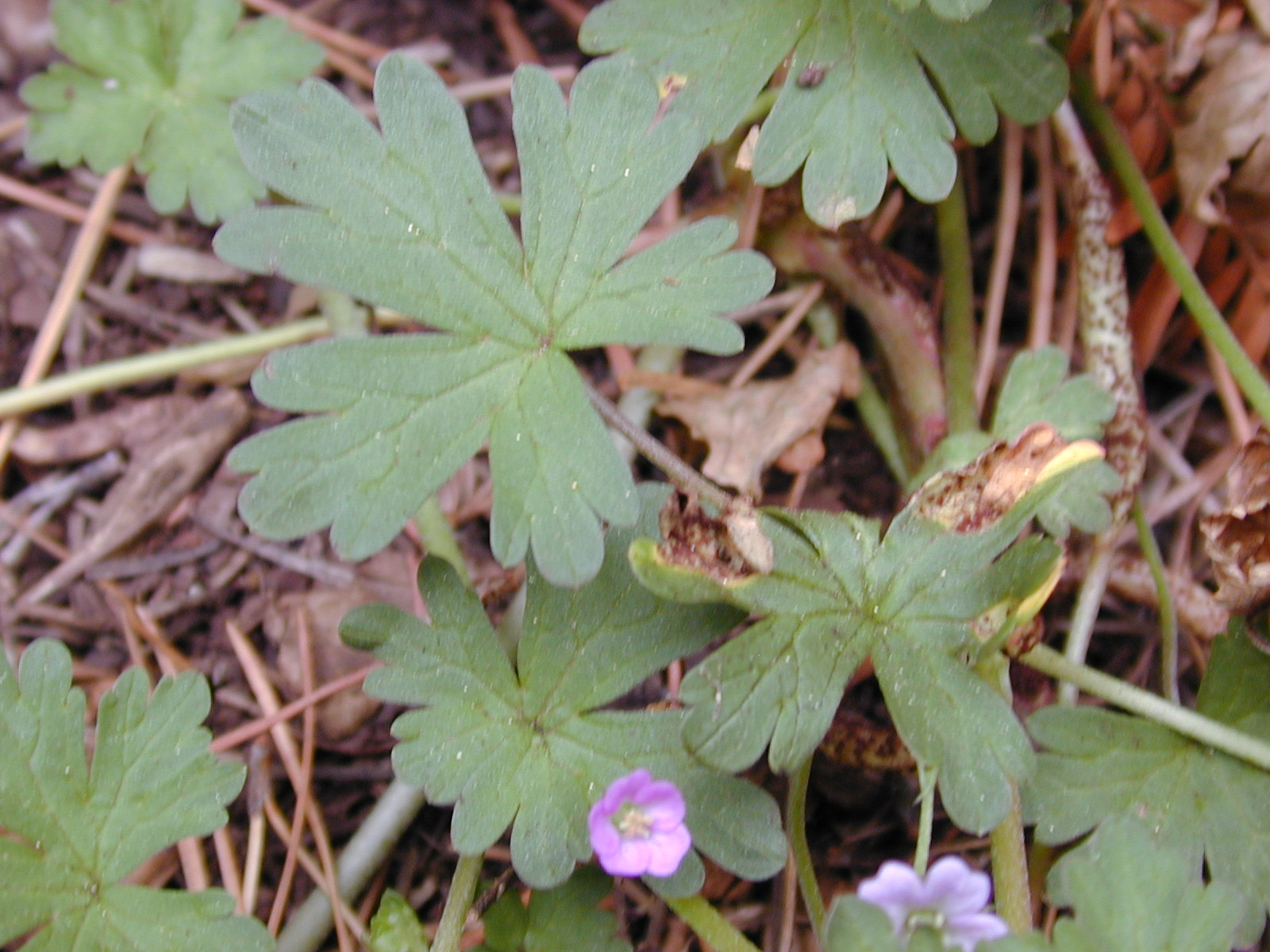